# John Gilling
Pour les articles homonymes, voir Gilling (homonymie).
John Gilling est un réalisateur et scénariste britannique né le 29 mai 1912 à Londres (Royaume-Uni) et mort le 22 novembre 1984 à Madrid (Espagne).  Il a aussi réalisé plusieurs épisodes de la série Le Saint de 1962 à 1969.

## Filmographie

### en tant que réalisateur
- 1948 : The Challenge
- 1948 : Escape from Broadmoor
- 1949 : A Matter of Murder
- 1950 : No Trace
- 1951 : The Quiet Woman
- 1952 : The Frightened Man
- 1952 : Mother Riley Meets the Vampire
- 1952 : The Voice of Merrill
- 1953 : Deadly Nightshade
- 1953 : Recoil
- 1953 : Escape by Night
- 1953 : Three Steps to the Gallows (en)
- 1954 : The Embezzler
- 1954 : Double Exposure
- 1955 : The Gilded Cage
- 1955 : Tiger by the Tail
- 1956 : The Adventures of Aggie (série TV)
- 1956 : Odongo (en)
- 1956 : The Gamma People
- 1957 : Rendezvous (série TV)
- 1957 : Police internationale (Interpol)
- 1957 : Pilotes de haut-vol (High Flight)
- 1958 : Signes particuliers : néant (The Man Inside)
- 1959 : L'Impasse aux violences (The Flesh and the Fiends)
- 1959 : Idle on Parade
- 1959 : La Charge du 7ème lanciers (The Bandit of Zhobe)
- 1960 : Un compte à régler (The Challenge)
- 1961 : Les Pirates de la nuit (Fury at Smugglers' Bay)
- 1961 : Le Spectre du chat (Shadow of the Cat)
- 1962 : L'Attaque de San Cristobal (Pirates of Blood River)
- 1963 : Panic
- 1963 : The Scarlet Blade
- 1965 : The Night Caller
- 1965 : Gideon's Way (série TV)
- 1965 : Le rebelle de Kandahar (The Brigand of Kandahar)
- 1966 : Where the Bullets Fly
- 1966 : L'Invasion des morts-vivants (The Plague of the Zombies)
- 1966 : La Femme reptile (The Reptile)
- 1967 : Dans les griffes de la momie (The Mummy's Shroud)
- 1975 : La Cruz del diablo

### en tant que scénariste
- 1947 : Black Memory
- 1948 : A Gunman Has Escaped
- 1948 : House of Darkness
- 1948 : The Greed of William Hart
- 1949 : The Man from Yesterday
- 1949 : The Man in Black
- 1949 : A Matter of Murder
- 1950 : Dark Interval
- 1950 : The Lady Craved Excitement
- 1950 : Guilt Is My Shadow
- 1950 : Room to Let
- 1950 : Blackout
- 1951 : Chelsea Story
- 1951 : Whispering Smith Hits London (en)
- 1951 : The Rossiter Case
- 1951 : The Quiet Woman
- 1952 : Blind Man's Bluff
- 1952 : The Frightened Man
- 1952 : 13 East Street
- 1952 : Wings of Danger
- 1952 : King of the Underworld
- 1952 : The Lost Hours
- 1952 : The Voice of Merrill
- 1953 : Recoil
- 1953 : The Steel Key
- 1953 : Escape by Night
- 1953 : Three Steps to the Gallows
- 1954 : The Embezzler
- 1954 : Double Exposure
- 1954 : Profile
- 1955 : Windfall (en)
- 1955 : Tiger by the Tail
- 1956 : Bond of Fear
- 1956 : Odongo (en)
- 1956 : The Gamma People
- 1958 : Signes particuliers: néant (The Man Inside)
- 1959 : L'Impasse aux violences (The Flesh and the Fiends)
- 1959 : La Charge du 7ème lanciers (The Bandit of Zhobe)
- 1959 : Les Aventuriers du Kilimandjaro (Killers of Kilimanjaro)
- 1960 : The Challenge
- 1961 : Les Pirates de la nuit (Fury at Smugglers' Bay)
- 1962 : L'Attaque de San Cristobal (Pirates of Blood River)
- 1963 : Panic
- 1963 : The Scarlet Blade
- 1964 : La Gorgone
- 1964 : The Secret of Blood Island
- 1967 : Dans les griffes de la momie (The Mummy's Shroud)
- 1975 : La Cruz del diablo